# Обоњан
Обоњан је острво у Јадранском мору, на хрватском делу Јадрана. Острво се налази међу шибенском острвима, недалеко од Зларина. Острво је било познато као „острво змија“, али су змије истребљене увозом мунгоса на острво.
Обоњан је највеће острво у групи од 15 острва и острваца око Зларина, од којег је удаљено око 3,5 km западно, пред уласком у Шибенска врата. Површина му износи 0,55 km². Дужина обалске линије је 3,79 km.. Највиши врх на острву је висок 56 m.
Пре рата у Хрватској је био острво извиђача који су га из дивљег острва претворили у острво за летовање саградивши плаже, амфитеатар, игралишта и спремишта за шаторски тип летовања. За време рата на острву су боравиле избеглице. Након одласка избеглица, Град Шибеник се уписује као власник земљишта и некретнина. Савез извиђача Хрватске покреће спор на суду чији је исход неизвестан. Нажалост, острво се почиње комерцијализовати и губи робинзонски дух који је владао током година када се на острво могло само у организацији појединих извиђачких организација из Хрватске.
Острво има три луке од којих су у функцији две. Једна се користи као главна, док се друга, тзв. северна користи у случају лоших временских услова у главној луци. Трећа лука је стара лука која служи као део плаже. Најпознатији логори су били они од извиђачких организација Пакрац, Осијек-Чепин, Загреб-Трешњевка, Винковци.
Из поморске карте види се да у главној луци постоји светионик, који шаље светлосни сигнал: R Bl(3) 7s*. Домет светионика је 4 mi (6,4 km).
- (R-црвено светло, Bl (3)- три светлосна блеска један за другим, 7s—циклус се понавља после 7 секунда паузе.